# Taxithelium brassii
Taxithelium brassii är en bladmossart som beskrevs av Edwin Bunting Bartram 1942. Taxithelium brassii ingår i släktet Taxithelium och familjen Sematophyllaceae. Inga underarter finns listade i Catalogue of Life.